# Wilhelm Lehmann
Pour les articles homonymes, voir Lehmann.
Wilhelm Lehmann, né le 4 mai 1882 à Puerto Cabello (Venezuela) et mort le 17 novembre 1968 à Eckernförde (Allemagne), est un enseignant et écrivain allemand.